# Oodera longicollis
Oodera longicollis är en stekelart som först beskrevs av Peter Cameron 1903.
Oodera longicollis ingår i släktet Oodera och familjen puppglanssteklar. Inga underarter finns listade i Catalogue of Life.